# Świadkowie Jehowy w Panamie

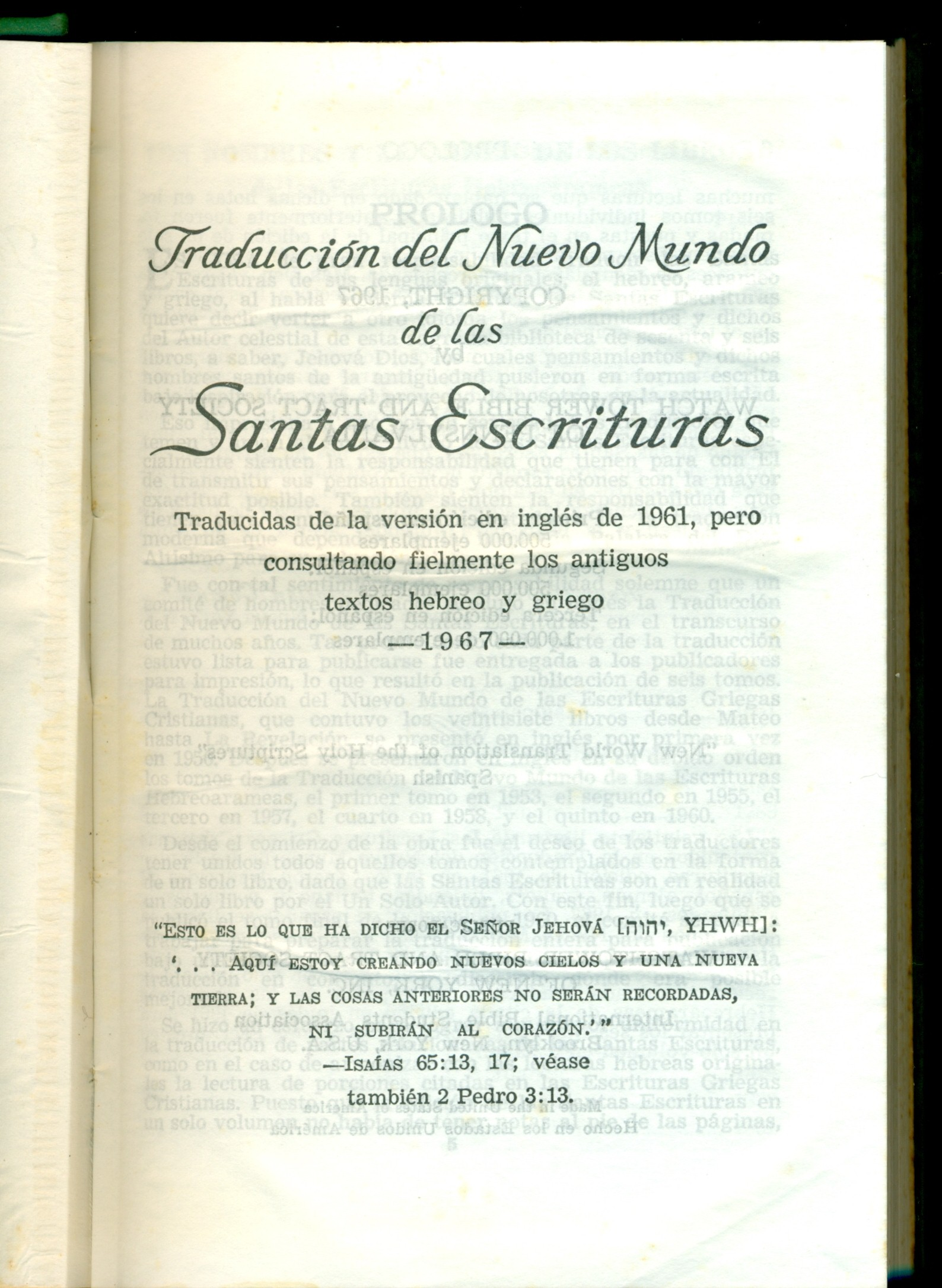
Pismo Święte w Przekładzie Nowego Świata (wyd. hiszpańskojęzyczne z 1967 r.)

Świadkowie Jehowy w Panamie – społeczność wyznaniowa w Panamie, należąca do ogólnoświatowej wspólnoty Świadków Jehowy, licząca w 2023 roku 18 525 głosicieli, należących do 310 zborów. Na dorocznej uroczystości Wieczerzy Pańskiej w 2023 roku zgromadziło 53 366 osób (ok. 1,5% mieszkańców). Działalność miejscowych głosicieli koordynuje Środkowoamerykańskie Biuro Oddziału w El Tejocote na przedmieściach stolicy Meksyku. Biuro Krajowe znajduje się w Apartado.

## Historia

### Początki
Publikacje Towarzystwa Strażnica dotarły do Panamy ok. roku 1890. Około roku 1900 Isaiah Richards, mieszkaniec Colón, rozpowszechniał je szerokiemu ogółowi ludzi. W 1907 roku rozpoczęto działalność w Strefie Kanału Panamskiego. W 1910 roku z Jamajki przybyli Morgan i Laing, którzy prowadzili działalność kaznodziejską. W 1911 roku dotarł tutaj inny wyznawca – Evander Joel Coward oraz William R. Brown. 22 i 23 lutego 1913 roku w teatrze w Colón oraz w Teatrze Narodowym Panamy przemawiał Charles Taze Russell. W latach 20. XX wieku działalność kaznodziejską prowadził również George Young. W 1931 roku wizytę w Panamie i Strefie Kanału Panamskiego złożył Joseph Franklin Rutherford, który spotkał się z grupą wyznawców. Siedem lat później kraj odwiedził T.E. Banks z jamajskiego Biura Oddziału.

### Rozwój działalności
W 1945 roku dotarli pierwsi misjonarze Szkoły Gilead. Wówczas działało 45 głosicieli. W 1946 roku odbył się pierwszy kongres pod hasłem „Weselące się narody”, a Nathan H. Knorr otworzył Biuro Oddziału dla 130 głosicieli. W roku 1947 zanotowano liczbę 175 głosicieli. W 1948 roku kongres odbył się w Bocas del Toro.
W roku 1950 liczba głosicieli przekroczyła 500 w 14 zborach. Kilka osób było delegatami na kongres międzynarodowy pod hasłem „Rozrost Teokracji” w Nowym Jorku. W tym samym roku kraj odwiedzili Nathan H. Knorr i Robert E. Morgan. Z tej okazji wygłosili serię przemówień na kongresie krajowym. W następnych latach przyjechali do Panamy kolejni misjonarze. W 1957 roku przekroczono liczbę 1000 głosicieli. W 1957 roku Milton G. Henschel utworzył nowe Biuro Oddziału.
W roku 1966 w stolicy odbył się kongres międzynarodowy pod hasłem „Synowie Boży – synami wolności” z udziałem 2110 osób, a 60 osób zostało ochrzczonych. W kraju działało 1413 głosicieli.
W 1971 roku zanotowano liczbę 2000 głosicieli, w 1976 roku – 3000, a w roku 1987 – 5000. 
W grudniu 1973 roku w stolicy odbył się kongres pod hasłem „Boskie zwycięstwo”, a w styczniu 1979 roku kongres pod hasłem „Zwycięska wiara”.
W 1986 roku otwarto nowe Biuro Oddziału w La Chorrera koło miasta Panama, w pobliżu którego znajduje się również Sala Zgromadzeń. W 1988 roku zorganizowano pomoc humanitarną dla poszkodowanych przez huragan Mitch.
Liczbę 10 000 głosicieli osiągnięto w 2001 roku. Pod koniec roku w stolicy powstała grupa języka migowego, a w 2003 roku – zbór. 
W roku 2005 otwarto nowe Biuro Oddziału. W 2012 roku nadzór nad działalnością miejscowych wyznawców przejęło meksykańskie Biuro Oddziału. Przekroczono również liczbę 15 tysięcy głosicieli, którzy należą do zborów hiszpańsko- i angielskojęzycznych, języka ngabere, panamskiego języka migowego – w tych językach odbywają się również kongresy. Zebrania odbywają się także w językach: chińskim, gudżarackim, haitańskim języku kreolskim oraz w języku kuna.
W 2015 roku w Panamie działało prawie 600 głosicieli w 16 zborach i 6 grupach panamskiego języka migowego. Działalność kaznodziejską prowadziło również około 1100 głosicieli należących do 35 zborów i 15 grup posługujących się językiem ngabere. W Panamie funkcjonuje Biuro Tłumaczeń tego języka.
We wrześniu 2015 roku 80 panamskich delegatów brało udział w kongresie specjalnym pod hasłem „Naśladujmy Jezusa!” w Medellín w Kolumbii.
Pod koniec listopada 2016 roku zorganizowano pomoc humanitarną dla poszkodowanych przez huragan Otto, a w listopadzie 2020 roku przez huragan Iota.
W 2021 roku osiągnięto liczbę 18 650 głosicieli, a na uroczystości Wieczerzy Pańskiej zebrało się 63 639 osób (1,6% mieszkańców).
30 czerwca 2024 roku Carlos Martinez, członek Komitetu Oddziału Ameryka Centralna, podczas nagranego wcześniej programu, ogłosił wydanie Ewangelii według Mateusza w Przekładzie Nowego Świata w języku ngabere. Program był transmitowany do kilku Sal Królestwa w Panamie i Kostaryce, skorzystało z niego 2032 osoby. W 2024 roku językiem tym posługiwało się 877 głosicieli w 26 zborach i 2 grupach na terenie tych krajów.
Na terenach zamieszkanych przez mniejszą liczbę głosicieli prowadzone są specjalne kampanie kaznodziejskie.
W La Chorrera znajduje się jeden z 17 ośrodków szkoleń biblijnych na świecie.